# Richard Dudley
Pour les articles homonymes, voir Dudley (homonymie).
Richard Clarence Dudley, dit Rick Dudley, (né le 31 janvier 1949 à Toronto, dans la province de l'Ontario au Canada) est un joueur et entraîneur professionnel de hockey sur glace. Il est actuellement vice-président des operations chez les Hurricanes de la Caroline dans la Ligue nationale de hockey.

## Carrière de joueur
N'étant pas réclamé lors du repêchage de la LNH alors qu'il complète son niveau junior en 1969 avec les Black Hawks de Saint-Catharines de l'Association de hockey de l'Ontario, Rick Dudley devient alors joueur professionnel en rejoignant les Stars de l'Iowa, équipe de la Ligue centrale de hockey.
Il partage la saison suivante entre les Generals de Flint de la Ligue internationale de hockey et les Barons de Cleveland de la Ligue américaine de hockey. N'ayant amassé que deux buts durant cette saison, Dudley décide d'adopter un style de jeu plus axé sur la robustesse. Rejoignant les Swords de Cincinnati de la LAH après avoir signé un contrat des ligue mineures avec les Sabres de Buffalo en septembre 1971, il met rapidement en pratique sa robustesse, comme en fait foi ses 276 minutes de punitions comparativement au 32 de la saison précédente à Cleveland. Cette façon de jouer lui permit du même coup d'augmenter sa production de points, la faisant passer 29 points, soit un record pour lui jusqu'alors.
Dudley prit pleinement contrôle de cette nouvelle façon de jouer au cours de la saison 1972-1973 où il atteint la marque de 84 points et 159 minutes de punitions en 62 rencontres. Les Sabres de Buffalo, impressionné par ces performances et recherchant alors ce genre de joueur, lui offrirent la possibilité de se faire valoir avec eux, le rappelant pour six rencontres où il inscrira une passe. L'ailier gauche retourne avec le Swords pour les séries éliminatoires avant d'obtenir un poste permanent avec les Sabres dès la saison suivante.
Il connait une saison quelque peu laborieuse avec les Sabres en 1973-1974, n'amassant que 26 points en 64 rencontres. Mais il revient au plus fort la saison suivante avec une récolte de 70 points et aide les Sabres à accéder à la finale de la Coupe Stanley où ils s’inclinèrent devant Bernard Parent et les Flyers de Philadelphie.
Voyant que les joueurs de l'Association mondiale de hockey reçoivent plus sur le plan financier, Dudley décide alors de tenter sa chance dans cette ligue où il s'aligne, et ce pour les quatre saisons suivantes, pour les Stingers de Cincinnati. Il atteindra des sommets personnels avec ces derniers, atteignant lors de ses deux premières saisons le plateau des 40 buts et celui des 30 buts à sa troisième saison.
Alors que les Stingers et la AMH annoncent qu’ils fermeront leur porte au terme de la saison 1978-1979, Rick Dudley décide de retourner avec les Sabres à la mi-saison. Il joue une saison et demie de plus avec ceux-ci avant de passer aux mains des Jets de Winnipeg en 1981. Il commence la saison suivante avec l'Express de Fredericton de la LAH, ne jouant que sept parties avant de se retirer en tant que joueur actif.

### Carrière d'entraîneur
Après avoir annoncé son retrait de la compétition, Rick Dudley achète l'équipe des Thunderbirds de la Caroline, formation évoluant dans l'ECHL. Il en devient alors le directeur-général ainsi que l'entraîneur-chef et ce, jusqu'en 1986, année où il vend la franchise.
Dudley rejoint dès lors les Spirits de Flint où il agit en tant qu'entraîneur-chef, menant l'équipe à la finale de la Coupe Turner au cours de sa deuxième et dernière saison avec eux en 1987-1988, il obtient au terme de cette saison le Trophée du Commissaire, honneur remis à l'entraîneur par excellence dans la LIH.
Après avoir mené les Nighthawks de New Haven à la finale de la Coupe Calder lors de la saison 1988-1989, il accepte à l'été suivant le poste d'entraîneur-chef des Sabres de Buffalo. Étant incapable de franchir la première ronde des séries éliminatoires au cours de ses deux premières saisons avec eux et accumulant une fiche de 9 victoires contre 15 revers en 28 rencontres au début de sa troisième, les Sabres le remplacent à la mi-saison par John Muckler.
Rick Dudley ne reste pas sans emploi longtemps, rejoignant à l'été 1992 et ce pour une saison, les Gulls de San Diego de la LIH. Après avoir mené ceux-ci à la finale de la coupe Turner, les Gulls décident de ne pas renégocier son contrat et il doit attendre jusqu'à la mi-saison suivante avant d'obtenir la possibilité d'entraîner à nouveau. Venant en remplacement à Tim Bothwell à la barre des Roadrunners de Phoenix de la LIH, pour le restant de la saison 1993-1994.
À l'été 1994, il accepte les postes de directeur-général et d'entraîneur-chef des Vipers de Détroit en LIH. Il délaisse cependant le titre d'entraîneur après deux saisons pour se concentrer sur son poste de gérant. Dudley occupe cette fonction pour deux saisons avant d'accepter le même titre chez les Sénateurs d'Ottawa en 1998-1999. Il ne tient ce poste qu'une saison, voyant la fiche des Sens progresser de 20 points comparativement à la saison précédente.
Nommé gérant du Lightning de Tampa Bay en 1999, il s'occupe durant les trois saisons suivantes à reconstruire l'équipe qui est alors en perdition en faisant l'acquisition de plusieurs joueurs clef tels Nikolaï Khabibouline, Martin Saint-Louis et Dave Andreychuk qui aideront le Lightning à remporter la Coupe Stanley en 2004. Cependant, Dudley quitte l'équipe avant cette conquête en acceptant le poste de directeur gérant des Panthers de la Floride à l'aube de la saison 2002-2003. Chez les Panthers, il se démarque par la qualité des joueurs repêchés, joueurs tel Jay Bouwmeester et Nathan Horton, cependant les mauvais résultats de l'équipe lui coûtent son poste durant la saison 2003-2004 après qu'il eut congédié l'entraîneur Mike Keenan et pris le rôle d'entraîneur-chef des Panthers.
Il se retrouve rapidement un travail en LNH en acceptant un poste de consultant en 2004 chez les Blackhawks de Chicago puis devient la saison suivante directeur du personnel. Dès 2005, il acquiert le titre d'assistant au directeur-général et est en poste lorsque l'équipe accède à la finale de l'association de l'Ouest en 2009.
En juin 2009, il rejoint l'organisation des Thrashers d'Atlanta à titre de directeur-général associé et vient ainsi en aide au dg en poste, Don Waddell, lors des tentatives infructueuses pour engager le joueur étoile Ilia Kovaltchouk. Au terme de la saison, il obtient officiellement le poste de directeur-général lorsque Don Waddell est promu président de l'équipe.
À la fin de sa première saison comme patron des opérations hockey des Thrashers, ceux-ci déménagent pour devenir les Jets de Winnipeg. Les nouveaux propriétaires décident de congédier tout le personnel hockey. Dudley ne chôme pas longtemps puisque Brian Burke l'embauche à titre de directeur du personnel des joueurs des Maple Leafs de Toronto. Il reste en poste une seule saison avant de rejoindre les Canadiens de Montréal à titre d'adjoint au nouveau directeur-général de l'équipe, Marc Bergevin, qui entre en poste le 2 mai 2012.

## Statistiques
| Saison     | Équipe                          | Ligue      |     | Saison régulière | Saison régulière | Saison régulière | Saison régulière | Saison régulière |   | Séries éliminatoires | Séries éliminatoires | Séries éliminatoires | Séries éliminatoires | Séries éliminatoires |
| Saison     | Équipe                          | Ligue      | PJ  | B                | A                | Pts              | Pun              | PJ               | B | A                    | Pts                  | Pun                  |                      |                      |
| 1968-1969  | Black Hawks de Saint-Catharines | AHO        | 26  | 8                | 7                | 15               | 43               | 16               | 2 | 1                    | 3                    | 46                   |                      |                      |
| 1969-1970  | Stars de l'Iowa                 | LCH        | 26  | 3                | 3                | 6                | 36               | 11               | 0 | 3                    | 3                    | 4                    |                      |                      |
| 1970-1971  | Barons de Cleveland             | LAH        | 16  | 1                | 0                | 1                | 2                |                  |   |                      |                      |                      |                      |                      |
| 1970-1971  | Generals de Flint               | LIH        | 15  | 1                | 5                | 6                | 30               |                  |   |                      |                      |                      |                      |                      |
| 1971-1972  | Swords de Cincinnati            | LAH        | 51  | 6                | 23               | 29               | 272              | 9                | 0 | 4                    | 4                    | 58                   |                      |                      |
| 1972-1973  | Sabres de Buffalo               | LNH        | 6   | 0                | 1                | 1                | 7                |                  |   |                      |                      |                      |                      |                      |
| 1972-1973  | Swords de Cincinnati            | LAH        | 64  | 40               | 44               | 84               | 459              | 15               | 7 | 15                   | 22                   | 56                   |                      |                      |
| 1973-1974  | Sabres de Buffalo               | LNH        | 67  | 13               | 13               | 26               | 71               |                  |   |                      |                      |                      |                      |                      |
| 1974-1975  | Sabres de Buffalo               | LNH        | 78  | 31               | 39               | 70               | 116              | 10               | 3 | 1                    | 4                    | 20                   |                      |                      |
| 1975-1976  | Stingers de Cincinnati          | AMH        | 74  | 43               | 38               | 81               | 156              |                  |   |                      |                      |                      |                      |                      |
| 1976-1977  | Stingers de Cincinnati          | AMH        | 77  | 41               | 47               | 88               | 102              | 4                | 0 | 1                    | 1                    | 7                    |                      |                      |
| 1977-1978  | Stingers de Cincinnati          | AMH        | 72  | 30               | 41               | 71               | 156              |                  |   |                      |                      |                      |                      |                      |
| 1978-1979  | Stingers de Cincinnati          | AMH        | 47  | 17               | 20               | 37               | 102              |                  |   |                      |                      |                      |                      |                      |
| 1978-1979  | Sabres de Buffalo               | LNH        | 24  | 5                | 6                | 11               | 2                | 3                | 1 | 1                    | 2                    | 2                    |                      |                      |
| 1979-1980  | Sabres de Buffalo               | LNH        | 66  | 11               | 22               | 33               | 58               | 12               | 3 | 0                    | 3                    | 41                   |                      |                      |
| 1980-1981  | Sabres de Buffalo               | LNH        | 38  | 10               | 13               | 23               | 10               |                  |   |                      |                      |                      |                      |                      |
| 1980-1981  | Jets de Winnipeg                | LNH        | 30  | 5                | 5                | 10               | 28               |                  |   |                      |                      |                      |                      |                      |
| 1981-1982  | Express de Fredericton          | LAH        | 7   | 1                | 3                | 4                | 30               |                  |   |                      |                      |                      |                      |                      |
| Totaux LNH | Totaux LNH                      | Totaux LNH | 309 | 75               | 99               | 174              | 292              | 25               | 7 | 2                    | 9                    | 69                   |                      |                      |
| Totaux AMH | Totaux AMH                      | Totaux AMH | 270 | 131              | 146              | 277              | 516              | 4                | 0 | 1                    | 1                    | 7                    |                      |                      |

### Statistiques d'entraîneur
| Saison    | Équipe                      | Ligue |    | PJ | V  | D  | N | Pr                   |  | Séries éliminatoires |
| 1982-1983 | Thunderbirds de la Caroline | ACHL  | 68 | 51 | 10 | 7  | 0 | --                   |  |                      |
| 1983-1984 | Thunderbirds de la Caroline | ACHL  | 72 | 43 | 24 | 5  | 0 | --                   |  |                      |
| 1984-1985 | Thunderbirds de la Caroline | ACHL  | 64 | 53 | 10 | 0  | 1 | --                   |  |                      |
| 1985-1986 | Thunderbirds de la Caroline | ACHL  | 63 | 49 | 14 | 0  | 0 | --                   |  |                      |
| 1986-1987 | Spirits de Flint            | LIH   | 82 | 42 | 33 | 0  | 7 | --                   |  |                      |
| 1987-1988 | Spirits de Flint            | LIH   | 82 | 42 | 31 | 0  | 9 | défaite en finale    |  |                      |
| 1988-1989 | Nighthawks de New Haven     | LAH   | 80 | 35 | 35 | 10 | 0 | défaite en finale    |  |                      |
| 1989-1990 | Sabres de Buffalo           | LNH   | 80 | 45 | 27 | 8  | 0 | défaite en 1re ronde |  |                      |
| 1990-1991 | Sabres de Buffalo           | LNH   | 80 | 31 | 30 | 19 | 0 | défaite en 1re ronde |  |                      |
| 1991-1992 | Sabres de Buffalo           | LNH   | 28 | 9  | 15 | 4  | 0 | --                   |  |                      |
| 1992-1993 | Gulls de San Diego          | LIH   | 82 | 62 | 12 | 0  | 8 | défaite en finale    |  |                      |
| 1993-1994 | Roadrunners de Phoenix      | LIH   | 34 | 21 | 10 | 0  | 3 | Non qualifiés        |  |                      |
| 1994-1995 | Vipers de Détroit           | LIH   | 81 | 48 | 27 | 0  | 6 | défaite en 1re ronde |  |                      |
| 1995-1996 | Vipers de Détroit           | LIH   | 82 | 48 | 28 | 0  | 6 | défaite en 2e ronde  |  |                      |
| 2003-2004 | Panthers de la Floride      | LNH   | 40 | 13 | 15 | 9  | 3 | non qualifiés        |  |                      |

## Honneurs et Trophées
- En tant que joueur
  - Nommé dans la deuxième équipe d'étoiles de l'Association mondiale de hockey en 1977.
- En tant qu'entraîneur
  - Récipiendaire du  Trophée du Commissaire remis à l'entraîneur de l'année de la Ligue internationale de hockey en 1988.

## Transactions en carrière
- septembre 1971 : signe à titre d'agent libre avec les Sabres de Buffalo.
- 12 février 1972 : choisit par les Blazers de Philadelphie lors du repêchage générale de l'AMH.
- juin 1973 : choisit par les Sharks de Los Angeles lors du repêchage professionnel de l'AMH.
- 11 avril 1974 : droit transféré lorsque les Sharks deviennent le Stag Michigan.
- mai 1975 : signe à titre d'agent libre avec les Stingers de Cincinnati lorsque les Blades de Baltimore font faillite.
- février 1979 : droit transféré aux Sabres de Buffalo.
- 12 janvier 1981 : réclamé au ballotage par les Jets de Winnipeg.